# Opteon Oy
Aktiebolaget Opteon Oy, grundat 1990, är ett privatägt finländskt företag, beläget i Pikis, S:t Karins, Finland, i samma område som Åbo universitetsobservatoriet, Tuorla observatorium. Opteon Oy har ett nära samarbete med observatoriet och är ett av de världsledande företagen inom slipning av precisionsoptik.
För sin verksamhet disponerar Opteon bland annat en 70 meter lång bergstunnel och en slipningshall, färdigställd 2003.
Ett av Opteons största uppdrag var slipning och polering av världens då största och tekniskt mest krävande rymdspegel, huvudspegeln till Herschelteleskopet, genomförd åren 2003-2004. Spegeln har en diameter om 3,5 meter, den är 2,5 millimeter tjock och väger 250 kilo. Den är tillverkad av kiselkarbid. Endast Opteon bedömdes ha förutsättningar att utföra slipningen.